# Nordal
Nordal är en tätort i Liers kommun i Buskerud fylke i sydöstra Norge. Orten ligger vid fylkesväg 285, norr om tätorten Tranby.